# Рихард Грайфенклау фон Фолрадс
Рихард Грайфенклау фон Фолрадс (на немски: Richard Greiffenclau von Vollrads; † 1 януари 1558) е благородник от стария благороднически род Грайфенклау в Рейнгау в днешен Хесен.

## Биография
Той е син на Фридрих Грайфенклау цу Фолрадс († 12 май 1529), губернатор на Фалай на Рейн, и съпругата му Анна Бухес фон Щаден († 4/11 септември 1554), дъщеря на Конрад Бухес фон Щаден († 1490/1503) и Юта фон Урзел. Внук е на Йохан фон Грайфенклау цу Фолрадс († 1485/1488), губернатор на Фалай на Рейн, вицедом на Рейнгау в Курфюрство Майнц, и Клара фон Ратзамхаузен († 1515), които са родители на Рихард фон Грайфенклау цу Фолрадс (1467 – 1531), архиепископ и курфюрст на Трир (1511 – 1531). Потомък е на Хайнрих фон Винкел, наричан Грайфенклау († сл. 1227), който е син на Ембрихо фон Винкел († сл. 1167) и внук на Хайнрих фон Винкел († сл. 1140). Братята му са Енгел Грайфенклау фон Фолрадс († пр. 1534) и Йохан Грайфенклау фон Фолрадс († сл. 1527). Сестрите му са Маргарета († сл. 1560), омъжена от 1524 г. за Енгелбрехт II фон Щайн цу Насау († 1537), Валбурга († 1563), омъжена за Хайнрих Брьомзер фон Рюдесхайм († 1563/1564), Фелицитас († 1556), омъжена за Енгелхард фон Роденщайн († 1568), Клара (Анна), омъжена за Андреас фон Брамбах, Дингинета († пр. 1534), Анна и Кристина Грайфенклау фон Фолрадс († сл. 1531).
Фамилията Грайфенклау е една от най-старите фамилии в Европа, служи като „министериали“ при Карл Велики. Фамилията е прочута с нейните лозя и правене на вино. От 1320 до 1997 г. дворецът Фолрадс е главната резиденция на фамилията. През 1664 г. фамилията е издигната на имперски фрайхер и от 1674 г. има титлата наследствен трусес на Курфюрство Майнц.
Рихард Грайфенклау фон Фолрадс е дядо на Георг Фридрих фон Грайфенклау цу Фолрадс (1573 – 1629), княжески епископ на Вормс (1616 – 1629) и курфюрст-архиепископ на Курфюрство Майнц (1626 – 1629) и ерцканцлер на Свещената Римска империя, и прадядо на фрайхер Вилдерих фон Валдердорф (1617 – 1680), княжески архиепископ на Виена (1669 – 1680).
Рихард Грайфенклау фон Фолрадс умира на 1 януари 1558 г. и е погребан във Винкел (днес част от Оещрих-Винкел) в Рейнгау.

## Фамилия
Рихард Грайфенклау фон Фолрадс се жени за Анна фон Шьонбург/ Шьоненберг († сл. 7 юни 1571), дъщеря на Дитрих фон Шьонбург († 10 ноември 1542) и Анна Кемерер фон Вормс-Далберг († 6 февруари 1549). Те имат 9 деца:
- Урсула Грайфенклау фон Фолрадс, омъжена за Даниел фон Мудерсбах (* 1532; † 4 юни 1600)
- Анна Грайфенклау фон Фолрадс († сл. 8 февруари 1597), омъжена за Георг Льов фон Щайнфурт
- Дитрих фон Грайфенклау цу Фолрадс (* 17 октомври 1549; † 28 юли 1614, Лимбург ан дер Лан), губернатор на Фалай на Рейн, женен 1571 или 1572 г. за Аполония фон Райфенберг (* 1553; † 11 юли 1601)
- Валбурга Грайфенклау фон Фолрадс, омъжена за Йохан Конрад фон Роденхаузен
- Маргарета Грайфенклау фон Фолрадс
- Фридрих Грайфенклау фон Фолрадс
- Кристоф Грайфенклау фон Фолрадс († пр. 1572)
- Рихард Грайфенклау фон Фолрадс († пр. 1572)
- Гута Грайфенклау фон Фолрадс († 1575)